# Гомельская область
Го́мельская область (бел. Гомельская вобласць) — административно-территориальная единица (область) в юго-восточной части Беларуси. Административный центр — город Гомель, имеющий статус города областного подчинения. Численность населения — 1 327 973 человека (на 1 января 2025 года).
Бо́льшая часть территории области расположена в пределах Полесской низменности в бассейне рек Припяти, Березины и Сожа. На севере Гомельская область граничит с Минской и Могилёвской областями, на западе — с Брестской областью. На юге области проходит государственная граница с Украиной, на востоке — с Россией.
Гомельская область была образована 15 января 1938 года на основании Закона СССР от 15.01.1938 «Об изменении и дополнении Конституции (Основного Закона) СССР». До этого же нынешней области предшествовала Гомельская губерния, которая была образована в 1919 году. До 1919 года нынешняя территория Гомельской области находилась в составе Минской и Могилёвской губерний. В 1924—1938 годах территория современной области находилась в пределах Бобруйского, Гомельского, Мозырского и Речицкого округов, в 1938—1954 годах в пределах собственно Гомельской и Полесской области (с 1945 года также частично в составе Бобруйской области). С 1954 года границы Гомельской области остаются неизменными. Является самой большой областью Беларуси по площади.
На территории области расположены Гомельский дворцово-парковый ансамбль, Национальный парк «Припятский», Мозырский замок, Чечерская ратуша, Добрушская бумажная фабрика, Свято-Рождество-Богородичный монастырь, Хойникский усадебно-парковый комплекс и иные объекты историко-культурного наследия.

## Геральдика
Герб и флаг учреждены Указом Президента Республики Беларусь от 20 октября 2005 года № 490 и зарегистрированы в Государственном геральдическом регистре Республики Беларусь 1 ноября 2005 года № Б-43 и № Б-44. Одобрены решением Гомельского областного исполнительного комитета от 24 сентября 2003 года № 614 и решением Гомельского областного Совета депутатов от 1 декабря 2004 года № 135.

## История

### Древнейшая история и история до конца XVIII века
На территории современной Гомельской области учёные обнаружили самые древние в Беларуси стоянки первобытных людей: около деревни Юровичи Калинковичского района (около 26 тыс. л.н.) и стоянка Бердыж Чечерского района (23 тыс. л.н.). Первые жители края занимались охотой и собирательством. Жилье строили из валунов и костей мамонтов. Внутри размещали очаг. Пользовались обычными для той эпохи орудиями труда — резцами, скребками, копьями, ножами. Отсюда же, с южных земель, началось освоение территорий современной Беларуси после отступления последнего ледника в 12-м тысячелетии до нашей эры.
На рубеже 3-го и 2-го тысячелетий до н. э. поздненеолитическое население Гомельского Поднепровья ассимилируется индоевропейскими племенами. В VII—VI веках до нашей эры люди на территории Гомельской области научились изготавливать орудия труда из железа. Этот металл они добывали из болотной руды. Основным занятием племен стало подсечное земледелие. Следы городищ и селищ (укреплённых и неукреплённых поселений), могильников с захоронениями по обряду сожжения часто встречаются по берегам крупных и малых рек. Многие памятники этого времени оставлены древними славянами. Римские и византийские историки и географы знали их под именами венедов, склавинов и антов. Славяне поддерживали торговые связи с кельтами — населением Центральной Европы, скифами — племенами Северного Причерноморья, древнегреческими и римскими городами. Из древнегреческих городов в Поднепровье и Посожье ввозили украшения из драгоценных металлов, стеклянные бусы, глиняную посуду (амфоры), ткани.
Переход от первобытного строя к феодализму у племён, населявших территорию области, проходил в первом тысячелетии нашей эры. В VIII—IX веках на землях нынешней области расселились племенные объединения дреговичей — на берегах рек Припять, Березина и Днепр, а также радимичей — в районе Посожья. Самым древним городом, на территории Гомельщины считается Туров — впервые в летописных источниках он упоминается в 980 году в «Повести временных лет». Моховский археологический комплекс X—XI веков относится к эпохе становления древнерусской государственности на землях юго-востока Беларуси.
О том, что Туров — один из древнейших центров письменности и летописания, свидетельствует найденный здесь в 1866 году фрагмент «Евангелия» XI века, самой древней книги на территории Беларуси. Ныне небольшой городок некогда являлся центром Туровского княжества, просуществовавшего с X века по XIV век. Княжество было довольно сильным, однако тесная экономическая и политическая связь с Киевом нередко оказывала влияние на туровские земли — и не всегда в интересах последних. После распада Киевской Руси территории Гомельской области также входили в состав Смоленского, Киевского и Черниговского княжеств. Нынешний областной центр — Гомель — впервые упоминается в Ипатьевской летописи в 1142 году как владение черниговских князей.
Несмотря на войны и феодальные междоусобицы, княжества вели оживлённую торговлю как с ближайшими соседями, так и с дальними землями и странами. Главными торговыми путями были реки. По Днепру проходил путь «из варяг в греки», который связывал территорию нынешней области с Прибалтикой и Причерноморьем. По Припяти шли торговые караваны в Польшу и Чехию. Из восточнославянских княжеств вывозились меха, мед, воск. Из Византии и Ближнего Востока ввозили шёлковые ткани, пряности, стеклянную и фаянсовую посуду. О широких торговых связях свидетельствуют находки на территории области арабских и византийских монет.

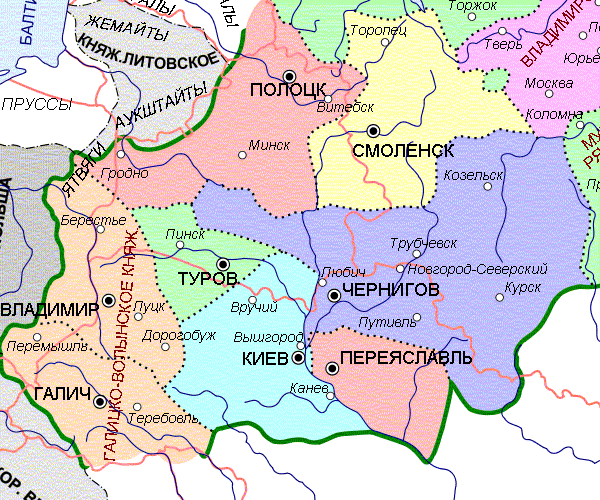
Турово — Пинское княжество в начале XIII века

В середине XIII века развитие земель было прервано опустошительным монголо-татарским нашествием, затормозившим экономическую, культурную и политическую консолидацию восточно-славянской государственности. Во второй половине XIII—начале XIV века западнорусские земли переживают упадок и постепенно попадают под власть Великого княжества Литовского. Около 1316 года к Литовскому государству были присоединены Туров и Мозырь, около 1335 года — Гомель. Однако начиная с 40-х годов XV века, эти земли большей частью находились под властью русских князей.

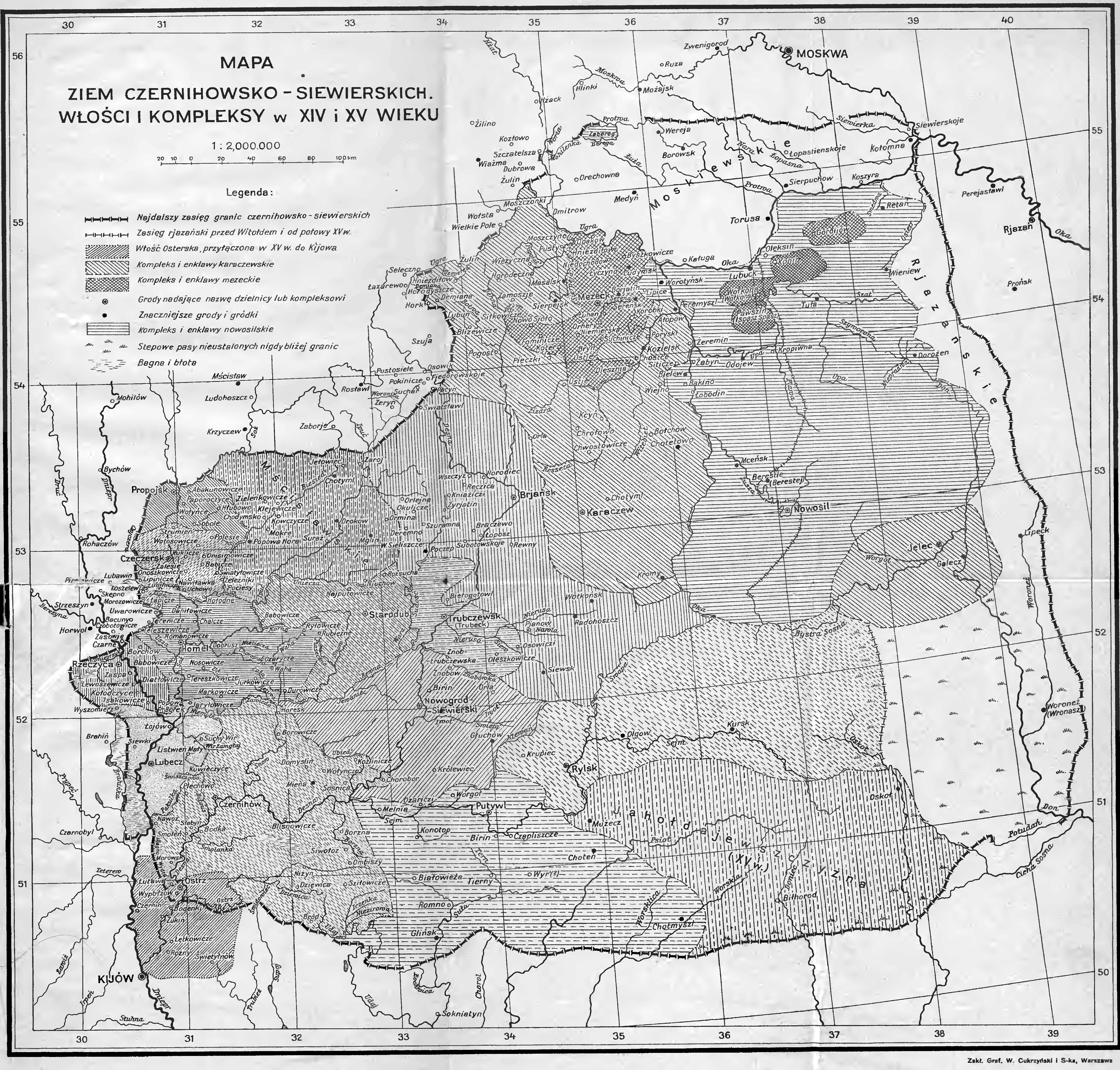
Гомель на карте Чернигово-Северских земель в XV веке (из книги Стефана Кучинского «Чернигово-Северские земли в составе Литвы», изданной в Варшаве в 1936 году)

Во время русско-литовской войны 1500—1503 годов войска Великого княжества Литовского пытались отвоевать Гомель и прилежащие территории обратно, но попытки оказались тщетными, и Великое княжество потеряло около трети своей площади, также в результате войны 29 городов, в их составе Гомель и часть Рогачёвского староства, отошли к Московскому княжеству.

Хоругвь Речицкого повета

Лишь в 1530-е годы гомельские земли вновь стали владениями Великого княжества Литовского, а затем — Речи Посполитой. В самом начале XVII века именно отсюда — из Брагинского замка начался поход на Москву, под предводительством Лжедмитрия I.
Бесконечные войны на территории Гомельщины внесли специфику в развитие городов, которые в первую очередь рассматривались как крепости, а не торговые и промышленные центры. Важным условием для развития торговли было наличие у города магдебургского права. Полное магдебургское право в 1577 году получил Мозырь, а право на самоуправление приобрели Речица (1561 год) и Гомель (1670 год).

### Российская империя

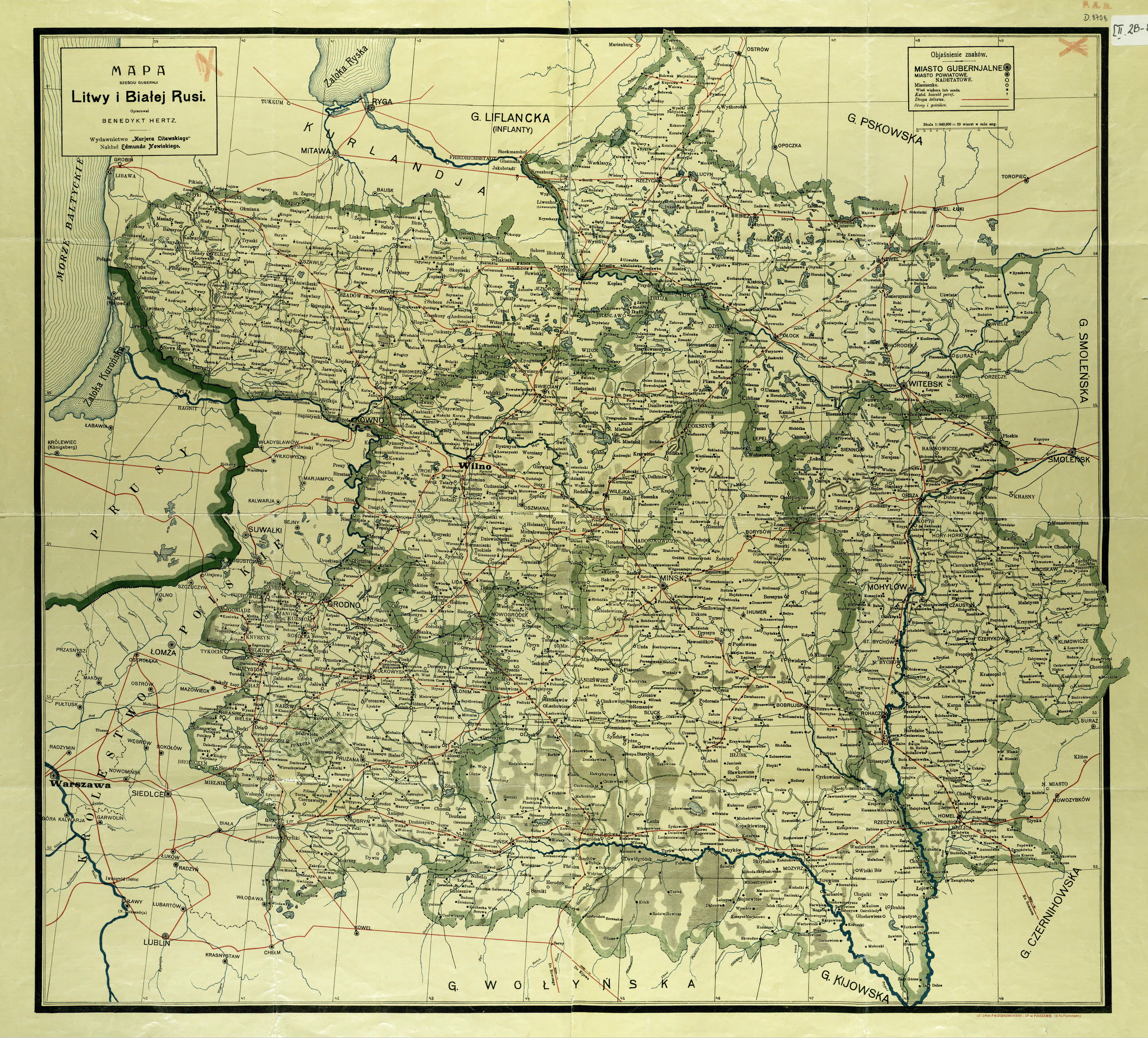
Шесть губерний Северо-Западного края Российской империи, территория современной Гомельской области находилась в составе Минской и Могилёвской губерний

Начиная с первого раздела Речи Посполитой, земли современной Гомельской области постепенно отходили Российской империи и в итоге были поделены между Минской и Могилёвской губерниями. Нередкими были случаи раздачи территорий видным государственным деятелям России: так, в 1775 году российская императрица Екатерина II подарила своему полководцу Петру Румянцеву-Задунайскому земли бывшего Гомельского староства, в результате чего Румянцевы автоматически стали крупнейшими землевладельцами Гомельского края.
В первой половине XIX века на Гомельщине, как и во всей стране, нарастал кризис феодального строя. По-прежнему в сельском хозяйстве господствовало помещичье землевладение. Крупнейшими землевладельцами были графы Румянцевы, огромные земли принадлежали князю И. Ф. Паскевичу. Но уже возникали и чисто капиталистические предприятия мануфактурного типа с наемным трудом. Развивались главным образом предприятия по переработке сельхозсырья: винокуренные, мукомольные, маслодельные, а также кирпичные заводы. Всего в середине XIX века на Гомельщине имелось 95 крупных промышленных предприятий. Способствовала развитию капитализма на Гомельщине и отмена в 1861 году крепостного права.
Во второй половине XIX века через юго-восточные территории Беларуси началось строительство железнодорожных веток: здесь прошли Либаво-Роменская и Полесская железные дороги, что поспособствовало экономическому развитию региона. Некоторые из открытых тогда предприятий работают до наших дней — например, Гомельский фанерно-спичечный комбинат (основан в 1879 году) или Добрушская писчебумажная фабрика, построенная в 1870 году. Капиталистическое развитие Гомельщины меняло и социальный состав населения, порождая промышленный пролетариат. Первым крупным выступлением пролетариата Гомельщины стала стачка рабочих гомельских механических мастерских Либаво-Роменской железной дороги в 1886 году. Рабочие частично добились своих требований.
Кроме того, к 1905 году Гомель стал одним из крупнейших центров революционного движения. Базировавшийся здесь Полесский комитет РСДРП руководил рабочим движением на территории не только Беларуси, но и части областей России и Украины. После окончательного установления в Гомеле Советской власти именно Полесский комитет первым поставил вопрос о придании городу губернского статуса.

### Советский период

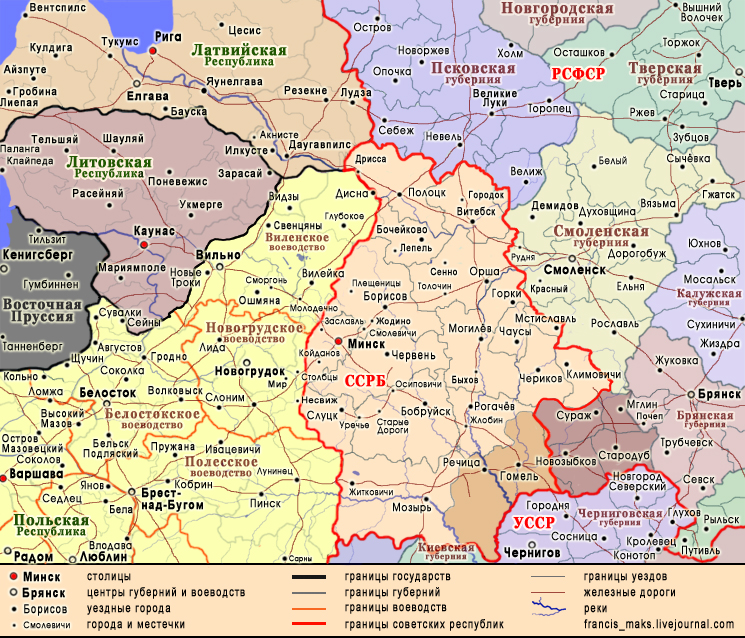
Второе увеличение БССР в 1926 году, включение Гомеля в состав Беларуси

После смены власти в Российской империи территория успела побывать под оккупацией германской армии и войск Украинской Народной Республики, а до 1926 года часть её территории входила в состав РСФСР. К мирной жизни население Гомельского края вернулось в 1920 году. За период гражданской войны и иностранной интервенции объём промышленного производства в Гомельской области сократился в 7 раз и составил 14 % от уровня 1913 года.
В годы первых пятилеток на Гомелыцине продолжалось строительство новых предприятий. Были введены в строй спичечная фабрика «Днепр» (г. Речица); заводы «Гомсельмаш», жирокомбинат, стеклозавод; деревообрабатывающий комбинат (г. Гомель). Восстанавливались и обновлялись дореволюционные производства (бумажная фабрика в Добруше и др.). Создавались колхозы и совхозы. К 1940 году на территории Гомельской и Полесской областей работало свыше 10 200 мелких и крупных промышленных предприятий, 62 машинно-тракторные станции (МТС).
20 апреля 1919 года в Гомеле состоялось объединённое заседание Гомельского комитета РКП(б), Гомельского городского исполкома, Могилёвского губернского исполкома и представителей северных уездов Черниговской губернии. 26 апреля 1919 года об образовании Гомельской губернии было объявлено официально.
Гомельскую губернию образца 1919 года можно считать предшественницей нынешней Гомельской области весьма условно. Губерния была значительно больше области, она включила в себя всю прежнюю Могилёвскую губернию с добавлением Речицкого уезда Минской губернии и Суражского (Клинцовского), Стародубского, Мглинского и Новозыбковского уездов Черниговской губернии. В том числе в состав Гомельской губернии входила часть современной Брянщины и даже часть Витебщины — Оршанский уезд. Мозырьский уезд, который в период Российской империи относился к Минской губернии и включал в себя многие нынешние полесские районы Гомельщины, остался в составе Белорусской ССР. Уже с 1924 года началась передача Могилёвского, Калининского и Рогачёвского уездов в состав БССР. 6 декабря 1926 года Гомель также был присоединен к советской Беларуси, в итоге Гомельскую губернию расформировали. Её территорию разделили между различными округами, которые существовали в БССР.
15 января 1938 года был принят Закон об изменениях и дополнениях Конституции СССР, в соответствии с которым и была образована Гомельская область. На I сессии Верховного Совета СССР I созыва (январь 1938 года) с докладом «О внесении изменений и дополнений в некоторые статьи Конституции СССР, в связи с принятыми решениями ЦИК и СНК СССР» выступил секретарь Президиума Верховного Совета СССР А. Ф. Горкин. Значительная часть его доклада была посвящена практике дальнейшего совершенствования административно-территориального деления. По итогам доклада I сессия Верховного Совета СССР 15 января 1938 года постановила утвердить образование в составе Белорусской ССР 5 областей: Витебской, Гомельской, Минской, Могилёвской и Полесской.
Порайонный состав областей оформлен постановлениями Президиума ЦИК БССР от 20 февраля 1938 г. В Гомельскую область вошли 14 районов: Гомельский, Буда-Кошелёвский, Ветковский, Добрушский, Жлобинский, Журавичский, Кормянский, Лоевский, Речицкий, Рогачёвский, Светиловичский, Уваровичский, Тереховский, Чечерский. Тогда же была образована и Полесская область с центром в Мозыре, присоединенная к Гомельской только в 1954 году.

Территория Гомельской области в январе 1940 года

24 июня 1941 года вражеская авиация немецко-фашистских захватчиков подвергла бомбардировке Гомель и другие населённые пункты области. Предприятия Гомеля перешли на военный режим и наладили выпуск продукции, необходимой для фронта. На территории области действовали подпольные обкомы, горкомы, райкомы Коммунистической партии. Партизаны наносили ощутимые удары по врагу. В сентябре 1943 года Красная армия освободила первый районный центр современной Беларуси — Комарин, расположенный на самом юге области. 10 ноября 1943 года войска Белорусского фронта под командованием К. Рокоссовского начали Гомельско-Речицкую операцию, в результате которой 26 ноября 1943 года Гомель был полностью освобождён от гитлеровцев.
Немецко-фашистские оккупанты нанесли огромный ущерб народному хозяйству Гомельской области. Были уничтожены 4 918 промышленных предприятий, все электростанции, сожжены более 1 000 деревень. Гомель был разрушен более чем на 80 процентов. Большим разрушениям подверглись Мозырь, Жлобин, Рогачёв и многие другие города области. Полностью были уничтожены все машинно-тракторные станции, общественное хозяйство колхозов и совхозов, в большинстве районов сожжены или разрушены все хозпостройки. За годы оккупации Гомельщины фашисты уничтожили более 209 тысяч человек, вывезли в Германию свыше 40 тысяч человек.
Как и во всей республике, послевоенные годы на Гомельщине характеризовались восстановлением разрушенных городов, хозяйств и предприятий. К 1950 году возобновили свою работу почти все предприятия довоенного времени. 1964 год положил начало добыче нефти в Беларуси: около деревни Капоровка Речицкого района было обнаружено нефтяное месторождение, однако его запасы оказались не слишком велики. В 1960—1970-е годы введены в строй новые крупные предприятия: Гомельский суперфосфатный (1966 год), Гомельский литейный завод «Центролит» (1968 год), Мозырский нефтеперерабатывающий завод (1975 год), Жлобинская фабрика искусственного меха (1975 год), Добрушский фарфоровый завод (1978 год).
В 1967 году за активное участие в партизанском движении, мужество, проявленное в борьбе с немецко-фашистскими захватчиками, а также за успехи в восстановлении и развитии народного хозяйства Гомельская область была награждена орденом Ленина.
После аварии на Чернобыльской АЭС в апреле 1986 года Гомельская область попала в зону радиоактивного заражения, что стало причиной депопуляции в начале 1990-х. Лишь в самом конце ХХ столетия экономическая, социальная и культурная жизнь общества стала постепенно налаживаться. На сегодняшний день Гомельская область является одним из ведущих аграрно-индустриальных регионов Беларуси.

## География

### Территория
Площадь территории Гомельской области — 40,4 тыс. км² (1-е место в республике), что составляет пятую часть территории всей Беларуси. Область граничит с Брестской, Минской и Могилёвской областями Беларуси, Брянской областью России, а также с Житомирской, Киевской, Ровненской и Черниговской областями Украины. С запада на восток Гомельская область простирается на 294 км, а с севера на юг — на 240 км. Протяженность территории по географической широте относится к её протяженности по географической долготе как 1:1,2, что в целом соответствует компактности территории Беларуси.
Гомельская область, занимающая юго-восточную часть Беларуси, располагается между 51° 11′ и 53° 21′ с. ш. Самая южная точка области находится в 16 км южнее г. п. Комарин Брагинского района, а самая северная — в 10 км севернее д. Журавичи Рогачёвского района. Крайняя восточная точка области — 31° 46′ в. д. — находится восточнее аг. Круговец-Калинино Добрушского района. Крайняя западная точка — 27° 15′ в. д. — расположена западнее аг. Ленин Житковичского района. На востоке день начинается на 18 минут раньше, чем на западе.

### Водная система и растительность

Физическая карта Гомельской области

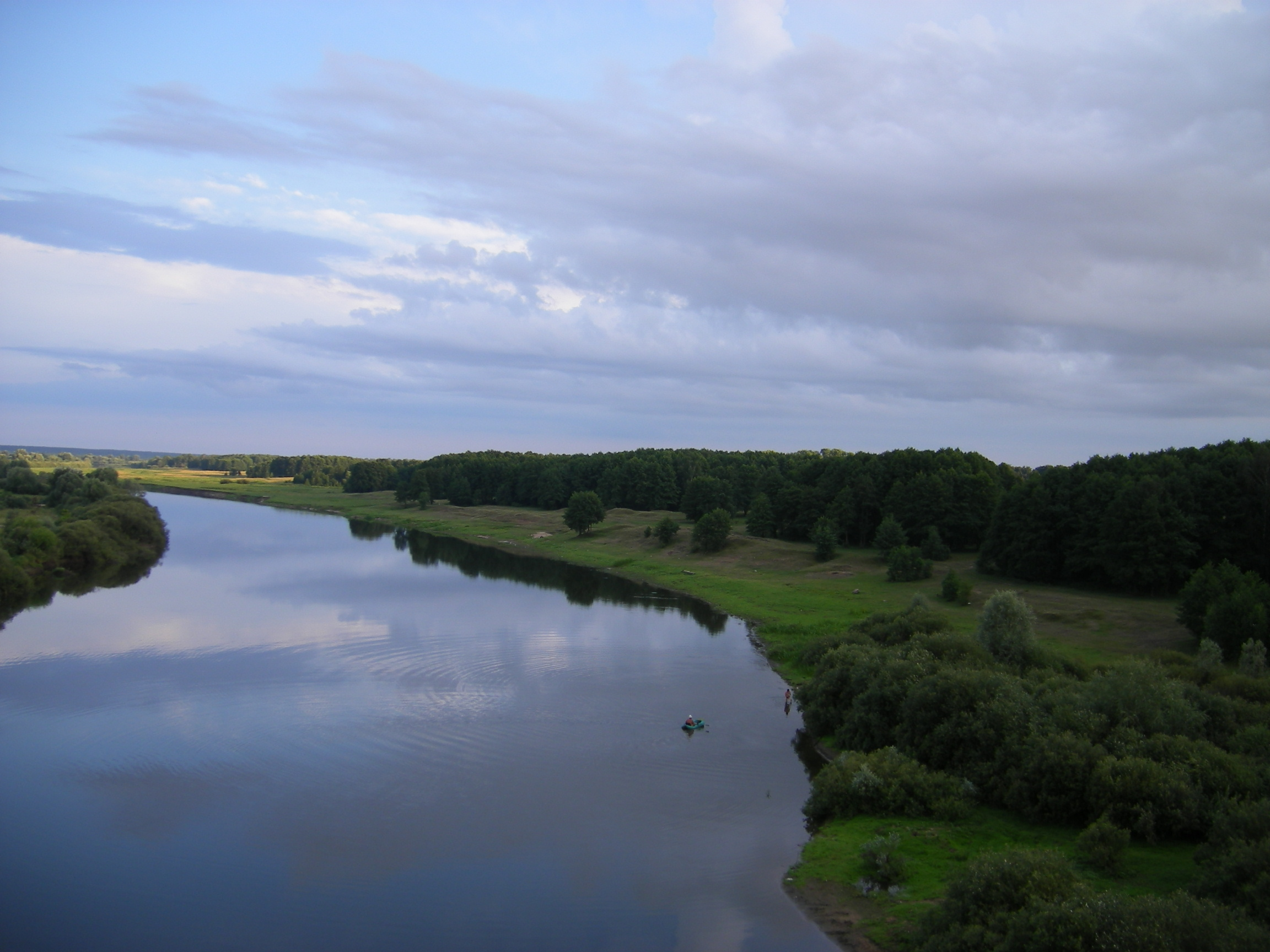
Река Сож, близ города Чечерск

Наиболее крупные судоходные реки региона — Днепр, Сож, Березина, Припять. В Припять впадают Случь, Птичь, Ствига, Уборть и другие. Притоки Сожа — реки Ипуть и Беседь. В области создана плотная сеть мелиоративных каналов и насчитывается множество озёр. Самое крупное озеро в Гомельской области Червоное (площадь 43,6 км²), которое является четвёртым в стране по площади, после Нарочи, Освейского и Дрисвят. Болота занимают 4 % территории Гомельщины, они преимущественно низменные и осушенные.
Леса занимают 49 % территории области, однако на юге и западе области лесистость значительно бо́льшая, так в Лельчицком районе свыше 60 % территории покрыто лесом, ещё территории семи районов покрыты лесом более чем на 50 %. На территории области также расположен Национальный парк «Припятский».
Общая площадь земель Гомельской области составляет 4037,2 тыс. гектаров, в том числе площадь сельхозугодий — 1323,8 тыс. гектаров. Пахотные земли занимают 69 %, сенокосы и пастбища — 30 %. Гомельская область имеет достаточно благоприятные природные условия для развития всех сфер жизнедеятельности человека. Равнинный характер рельефа способствует развитию населённых пунктов, сельскохозяйственному освоению земель, функционированию промышленных предприятий и транспортных магистралей.

### Климат
Климат в регионе — умеренно-континентальный, с тёплым летом и мягкой зимой. Средняя температура января — минус 6,3-2,3 °C, июля — плюс 17,8-20,6 °C. Зимой преобладают южные ветры, летом — западные и северо-западные. Скорость ветра в среднем за год составляет около 3 м/сек. Годовое количество осадков колеблется в пределах 550—650 мм.
В области один из самых продолжительных в стране вегетационных периодов (191—209 дней). Климат благоприятствует выращиванию сахарной свёклы, кукурузы, скороспелых сортов винограда и других культур.
| Показатель                                | Янв. | Фев. | Март | Апр. | Май  | Июнь | Июль | Авг. | Сен. | Окт. | Нояб. | Дек. | Год |
| ----------------------------------------- | ---- | ---- | ---- | ---- | ---- | ---- | ---- | ---- | ---- | ---- | ----- | ---- | --- |
| Абсолютный максимум, °C                   | 12   | 12   | 22   | 28   | 33   | 35   | 37   | 38   | 32   | 27   | 24    | 12   | 38  |
| Средняя температура, °C                   | −6,7 | −5,6 | −1,2 | 6,7  | 13,6 | 16,9 | 18,4 | 17,2 | 12,4 | 6,5  | 1,1   | −3,8 | 6,3 |
| Абсолютный минимум, °C                    | −36  | −34  | −33  | −17  | −6   | −1   | 4    | −1   | −4   | −20  | −31   | −35  | −36 |
| Норма осадков, мм                         | 36   | 33   | 32   | 47   | 59   | 76   | 83   | 79   | 59   | 49   | 55    | 41   | 649 |
| Источник: Характеристика климата Беларуси |      |      |      |      |      |      |      |      |      |      |       |      |     |

### Экология
Основная тяжесть последствий катастрофы на Чернобыльской АЭС пришлась именно на Гомельскую область. Из наиболее загрязненных территорий в чистые районы страны были переселены свыше 135 тысяч человек из 470 населённых пунктов, в том числе с 295 населённых пунктов Гомельщины.
За годы, которые прошли после аварии, была создана и функционирует система радиационного контроля и мониторинга, которая разработана и финансируется за счёт государственного бюджета. Действует система проведения защитных мер в агропромышленном производстве, что позволяет держать под контролем производство сельскохозяйственной продукции, осуществляется комплекс мер по повышению уровня медицинского обслуживания пострадавшего населения, действует, хотя и не в полном объёме, система социальной защиты всех категорий пострадавшего населения. Созданная законодательная и нормативно-правовая база по всем направлениям преодоления последствий катастрофы.

## Административное деление
Административно-территориальное деление области представлено:
- 21 районом;
- 1 городом областного подчинения;
- 15 городами районного подчинения;
- 13 городскими посёлками;
- 283 сельсоветами;
- 2609 сельскими населёнными пунктами.

| №                           | Название         | (бел. )         | Административная карта                                   |
| районы                      | районы           | районы          | Административная карта                                   |
| --------------------------- | ---------------- | --------------- | -------------------------------------------------------- |
| 1.                          | Брагинский       | Брагінскі       | 1 2 3 4 5 6 7 8 9 10 11 12 13 14 15 16 17 18 19 20 21 22 |
| 2.                          | Буда-Кошелёвский | Буда-Кашалёўскі | 1 2 3 4 5 6 7 8 9 10 11 12 13 14 15 16 17 18 19 20 21 22 |
| 3.                          | Ветковский       | Веткаўскі       | 1 2 3 4 5 6 7 8 9 10 11 12 13 14 15 16 17 18 19 20 21 22 |
| 4.                          | Гомельский       | Гомельскі       | 1 2 3 4 5 6 7 8 9 10 11 12 13 14 15 16 17 18 19 20 21 22 |
| 5.                          | Добрушский       | Добрушскі       | 1 2 3 4 5 6 7 8 9 10 11 12 13 14 15 16 17 18 19 20 21 22 |
| 6.                          | Ельский          | Ельскі          | 1 2 3 4 5 6 7 8 9 10 11 12 13 14 15 16 17 18 19 20 21 22 |
| 7.                          | Житковичский     | Жыткавіцкі      | 1 2 3 4 5 6 7 8 9 10 11 12 13 14 15 16 17 18 19 20 21 22 |
| 8.                          | Жлобинский       | Жлобінскі       | 1 2 3 4 5 6 7 8 9 10 11 12 13 14 15 16 17 18 19 20 21 22 |
| 9.                          | Калинковичский   | Калінкавіцкі    | 1 2 3 4 5 6 7 8 9 10 11 12 13 14 15 16 17 18 19 20 21 22 |
| 10.                         | Кормянский       | Кармянскі       | 1 2 3 4 5 6 7 8 9 10 11 12 13 14 15 16 17 18 19 20 21 22 |
| 11.                         | Лельчицкий       | Лельчыцкі       | 1 2 3 4 5 6 7 8 9 10 11 12 13 14 15 16 17 18 19 20 21 22 |
| 12.                         | Лоевский         | Лоеўскі         | 1 2 3 4 5 6 7 8 9 10 11 12 13 14 15 16 17 18 19 20 21 22 |
| 13.                         | Мозырский        | Мазырскі        | 1 2 3 4 5 6 7 8 9 10 11 12 13 14 15 16 17 18 19 20 21 22 |
| 14.                         | Наровлянский     | Нараўлянскі     | 1 2 3 4 5 6 7 8 9 10 11 12 13 14 15 16 17 18 19 20 21 22 |
| 15.                         | Октябрьский      | Акцярбскі       | 1 2 3 4 5 6 7 8 9 10 11 12 13 14 15 16 17 18 19 20 21 22 |
| 16.                         | Петриковский     | Петрыкаўскі     | 1 2 3 4 5 6 7 8 9 10 11 12 13 14 15 16 17 18 19 20 21 22 |
| 17.                         | Речицкий         | Рэчыцкі         | 1 2 3 4 5 6 7 8 9 10 11 12 13 14 15 16 17 18 19 20 21 22 |
| 18.                         | Рогачёвский      | Рагачоўскі      | 1 2 3 4 5 6 7 8 9 10 11 12 13 14 15 16 17 18 19 20 21 22 |
| 19.                         | Светлогорский    | Светлагорскі    | 1 2 3 4 5 6 7 8 9 10 11 12 13 14 15 16 17 18 19 20 21 22 |
| 20.                         | Хойникский       | Хойніцкі        | 1 2 3 4 5 6 7 8 9 10 11 12 13 14 15 16 17 18 19 20 21 22 |
| 21.                         | Чечерский        | Чачэрскі        | 1 2 3 4 5 6 7 8 9 10 11 12 13 14 15 16 17 18 19 20 21 22 |
| город областного подчинения |                  |                 | 1 2 3 4 5 6 7 8 9 10 11 12 13 14 15 16 17 18 19 20 21 22 |
| 22.                         | Гомель           | Гомель          | 1 2 3 4 5 6 7 8 9 10 11 12 13 14 15 16 17 18 19 20 21 22 |

## Органы власти
Государственную власть в Гомельской области осуществляют органы управления и самоуправления Гомельской области, а также областные и районные суды, общереспубликанские органы исполнительной государственной власти. Органы местного управления и самоуправления расположены в городе Гомель.
Исполнительно-распорядительными органами и должностными лицами Гомельской области являются:
- Гомельский областной Совет депутатов — представительный государственный орган власти на территории области, образованный в 1938 году, как Гомельский областной Совет депутатов трудящихся. Областной совет состоит из 60 депутатов, которые избираются по 60 одномандатным округам. В настоящее время действует XXVIII созыв, который был избран на местных выборах, прошедших в феврале 2018 года.
- Председатель Гомельского областного исполнительного комитета — высшее служебное лицо Гомельской области, возглавляет высший исполнительный орган государственной области — Гомельский областной исполнительный комитет. Срок полномочий председателя облисполкома неограничен и назначается Президентом Республики Беларусь, с одобрения областного Совета депутатов.
- Гомельский областной исполнительный комитет — постоянно действующий, коллегиальный орган исполнительной и распорядительной власти на территории области. Состоит из председателя, первого заместителя, заместителей председателя, начальников управлений и управляющего делами исполкома (всего около 20 должностных лиц).

## Население

### Численность
Численность населения — 1 327 973 человек (на 1 января 2025 года), в том числе городское — 1 040 624 человек, сельское — 287 349 человек.
Численность населения на 1 января 2024 года — 1 338 617 человек, в том числе городское население — 1 044 886 человек, сельское — 293 731 человек.
| Численность населения (по годам) | Численность населения (по годам) | Численность населения (по годам) | Численность населения (по годам) | Численность населения (по годам) | Численность населения (по годам) | Численность населения (по годам) | Численность населения (по годам) | Численность населения (по годам) | Численность населения (по годам) |
| 1939                             | 1959                             | 1970                             | 1979                             | 1989                             | 1991                             | 1996                             | 1999                             | 2000                             | 2001                             |
| -------------------------------- | -------------------------------- | -------------------------------- | -------------------------------- | -------------------------------- | -------------------------------- | -------------------------------- | -------------------------------- | -------------------------------- | -------------------------------- |
| 908 449                          | ↗1 364 303                       | ↗1 533 304                       | ↗1 598 987                       | ↗1 673 472                       | ↘1 628 400                       | ↘1 566 300                       | ↘1 545 083                       | ↘1 538 838                       | ↘1 532 185                       |
| 2002                             | 2003                             | 2004                             | 2005                             | 2006                             | 2007                             | 2008                             | 2009                             | 2010                             | 2011                             |
| ↘1 523 145                       | ↘1 509 693                       | ↘1 496 828                       | ↘1 484 195                       | ↘1 471 090                       | ↘1 459 264                       | ↘1 449 365                       | ↘1 443 225                       | ↘1 439 308                       | ↘1 434 979                       |
| 2012                             | 2013                             | 2014                             | 2015                             | 2016                             | 2017                             | 2018                             | 2019                             | 2020                             | 2021                             |
| ↘1 429 707                       | ↘1 427 638                       | ↘1 425 537                       | ↘1 423 964                       | ↘1 422 941                       | ↘1 420 656                       | ↘1 415 749                       | ↘1 409 890                       | ↘1 389 000                       | ↘1 375 286                       |
| 2022                             | 2023                             | 2024                             |                                  |                                  |                                  |                                  |                                  |                                  |                                  |
| ↘1 357 897                       | ↘1 347 469                       | ↘1 338 617                       |                                  |                                  |                                  |                                  |                                  |                                  |                                  |

### Общая карта
Легенда карты:
- От 100 000 до 500 000 чел.
- от 50 000 до 100 000 чел.
- от 20 000 до 50 000 чел.
- от 10 000 до 20 000 чел.
- от 5 000 до 10 000 чел.

### Национальный состав
| Национальный состав населения Гомельской области по данным переписей | Национальный состав населения Гомельской области по данным переписей | Национальный состав населения Гомельской области по данным переписей | Национальный состав населения Гомельской области по данным переписей | Национальный состав населения Гомельской области по данным переписей | Национальный состав населения Гомельской области по данным переписей | Национальный состав населения Гомельской области по данным переписей | Национальный состав населения Гомельской области по данным переписей | Национальный состав населения Гомельской области по данным переписей | Национальный состав населения Гомельской области по данным переписей | Национальный состав населения Гомельской области по данным переписей | Национальный состав населения Гомельской области по данным переписей | Национальный состав населения Гомельской области по данным переписей | Национальный состав населения Гомельской области по данным переписей | Национальный состав населения Гомельской области по данным переписей | Национальный состав населения Гомельской области по данным переписей | Национальный состав населения Гомельской области по данным переписей | Национальный состав населения Гомельской области по данным переписей |
| Национальность                                                       | 1939                                                                 | %                                                                    | 1959                                                                 | %                                                                    | 1970                                                                 | %                                                                    | 1979                                                                 | %                                                                    | 1989                                                                 | %                                                                    | 1999                                                                 | %                                                                    | 2009                                                                 | %                                                                    | 2019                                                                 | %                                                                    |                                                                      |
| -------------------------------------------------------------------- | -------------------------------------------------------------------- | -------------------------------------------------------------------- | -------------------------------------------------------------------- | -------------------------------------------------------------------- | -------------------------------------------------------------------- | -------------------------------------------------------------------- | -------------------------------------------------------------------- | -------------------------------------------------------------------- | -------------------------------------------------------------------- | -------------------------------------------------------------------- | -------------------------------------------------------------------- | -------------------------------------------------------------------- | -------------------------------------------------------------------- | -------------------------------------------------------------------- | -------------------------------------------------------------------- | -------------------------------------------------------------------- | -------------------------------------------------------------------- |
| Белорусы                                                             | 734 556                                                              | 80,86                                                                | 1 183 706                                                            | 86,76                                                                | 1 294 046                                                            | 84,4                                                                 | 1 318 546                                                            | 82,68                                                                | 1 338 097                                                            | 80,23                                                                | 1 301 346                                                            | 84,22                                                                | 1 271 019                                                            | 88,22                                                                | 1 211 234                                                            | 87,23                                                                |                                                                      |
| Русские                                                              | 71 273                                                               | 7,85                                                                 | 89 664                                                               | 6,57                                                                 | 137 410                                                              | 8,96                                                                 | 169 288                                                              | 10,62                                                                | 210 419                                                              | 12,62                                                                | 169 263                                                              | 10,95                                                                | 111 085                                                              | 7,71                                                                 | 108 712                                                              | 7,83                                                                 |                                                                      |
| Украинцы                                                             | 24 539                                                               | 2,7                                                                  | 33 289                                                               | 2,44                                                                 | 46 483                                                               | 3,03                                                                 | 53 851                                                               | 3,38                                                                 | 68 600                                                               | 4,11                                                                 | 50 587                                                               | 3,27                                                                 | 30 920                                                               | 2,15                                                                 | 25 085                                                               | 1,81                                                                 |                                                                      |
| Поляки                                                               | 4 369                                                                | 0,48                                                                 | 7 119                                                                | 0,52                                                                 | 4 841                                                                | 0,32                                                                 | 4 731                                                                | 0,3                                                                  | 4 556                                                                | 0,27                                                                 | 3 572                                                                | 0,23                                                                 | 1 958                                                                | 0,14                                                                 | 2 572                                                                | 0,19                                                                 |                                                                      |
| Евреи                                                                | 67 578                                                               | 7,44                                                                 | 45 004                                                               | 3,3                                                                  | 42 312                                                               | 2,76                                                                 | 38 433                                                               | 2,41                                                                 | 31 770                                                               | 1,9                                                                  | 5 896                                                                | 0,38                                                                 | 2 341                                                                | 0,16                                                                 | 1 962                                                                | 0,14                                                                 |                                                                      |
| Цыгане                                                               | 979                                                                  | 0,11                                                                 |                                                                      |                                                                      | 2 199                                                                | 0,14                                                                 | 2 676                                                                | 0,17                                                                 | 3 602                                                                | 0,22                                                                 | 3 258                                                                | 0,21                                                                 | 2 501                                                                | 0,17                                                                 | 1 748                                                                | 0,13                                                                 |                                                                      |
| Татары                                                               | 866                                                                  | 0,1                                                                  | 379                                                                  | 0,03                                                                 | 924                                                                  | 0,06                                                                 | 918                                                                  | 0,06                                                                 | 1 355                                                                | 0,08                                                                 | 1 136                                                                | 0,07                                                                 | 776                                                                  | 0,05                                                                 | 1 030                                                                | 0,07                                                                 |                                                                      |
| Армяне                                                               | 286                                                                  | 0,03                                                                 |                                                                      |                                                                      | 316                                                                  | 0,02                                                                 | 317                                                                  | 0,02                                                                 | 658                                                                  | 0,04                                                                 | 1 625                                                                | 0,11                                                                 | 915                                                                  | 0,06                                                                 | 966                                                                  | 0,07                                                                 |                                                                      |
| Всего                                                                | 908 449                                                              | 100                                                                  | 1 364 303                                                            | 100                                                                  | 1 533 304                                                            | 100                                                                  | 1 594 773                                                            | 100                                                                  | 1 667 795                                                            | 100                                                                  | 1 545 083                                                            | 100                                                                  | 1 440 718                                                            | 100                                                                  | 1 388 512                                                            | 100                                                                  |                                                                      |

Расселение этнических групп в Гомельской области по переписи 2009 года:

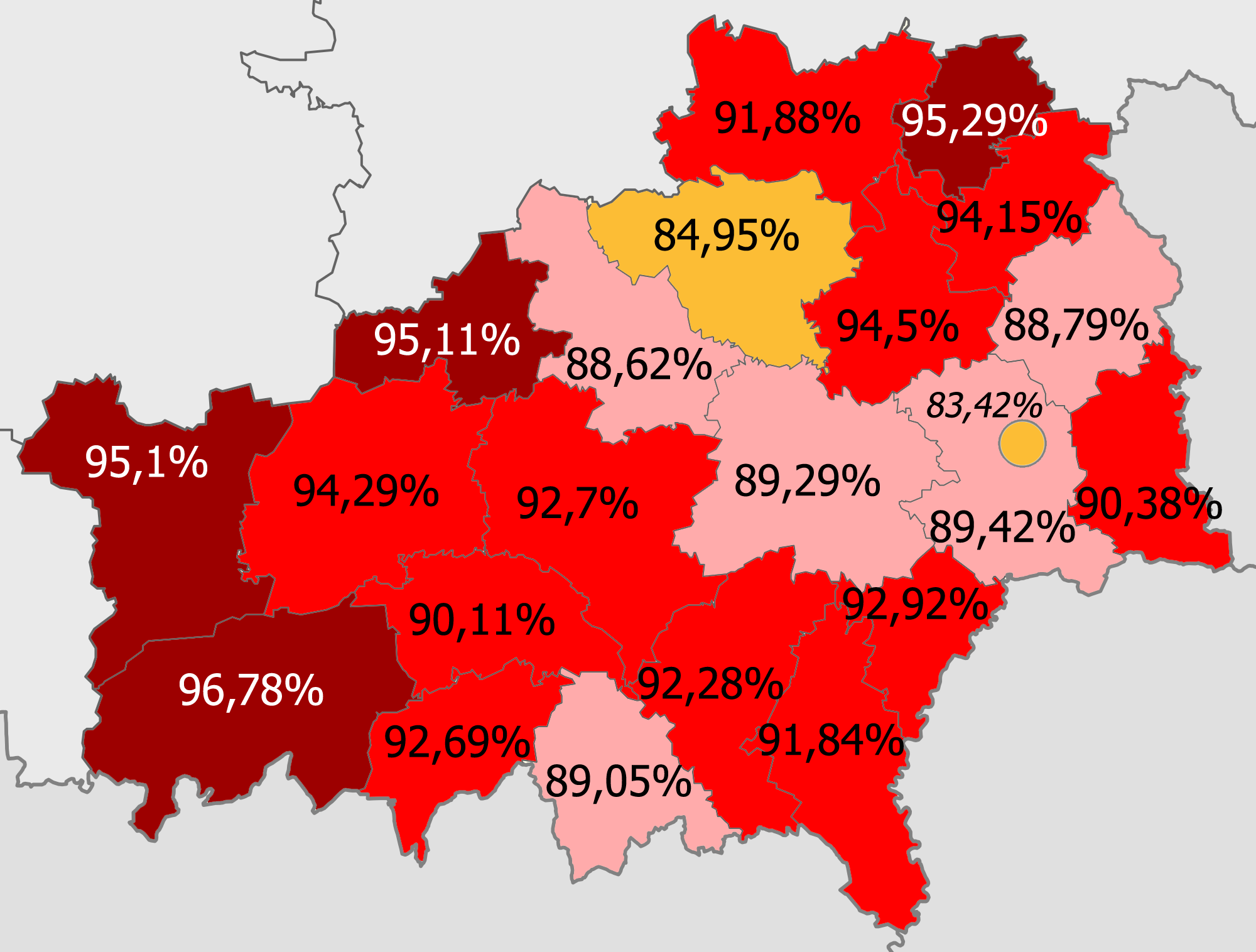
Доля белорусов по районам >95% 90–95% 85—90% <85%
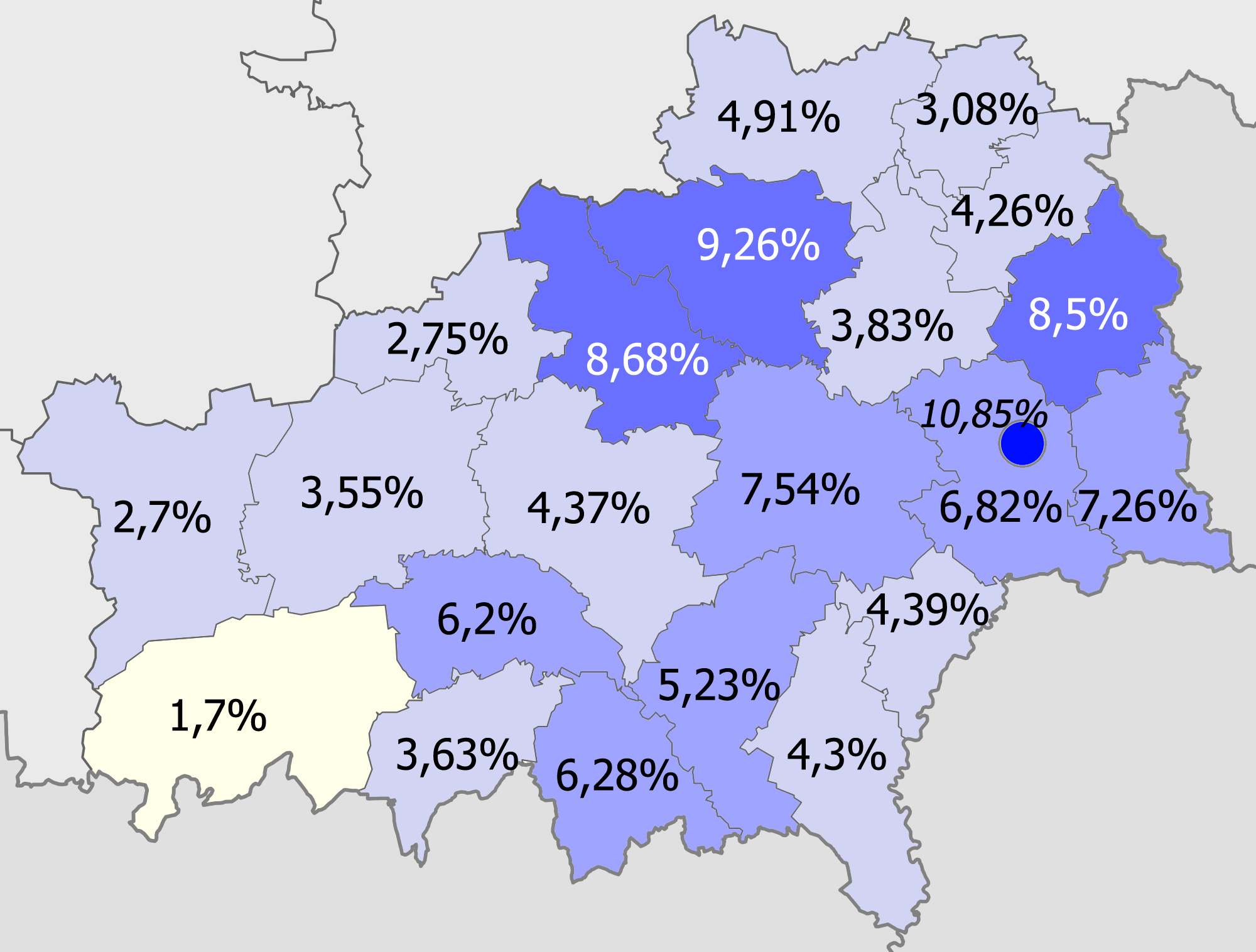
Доля русских по районам >10% 8–10% 5–8% 2–5% <2%
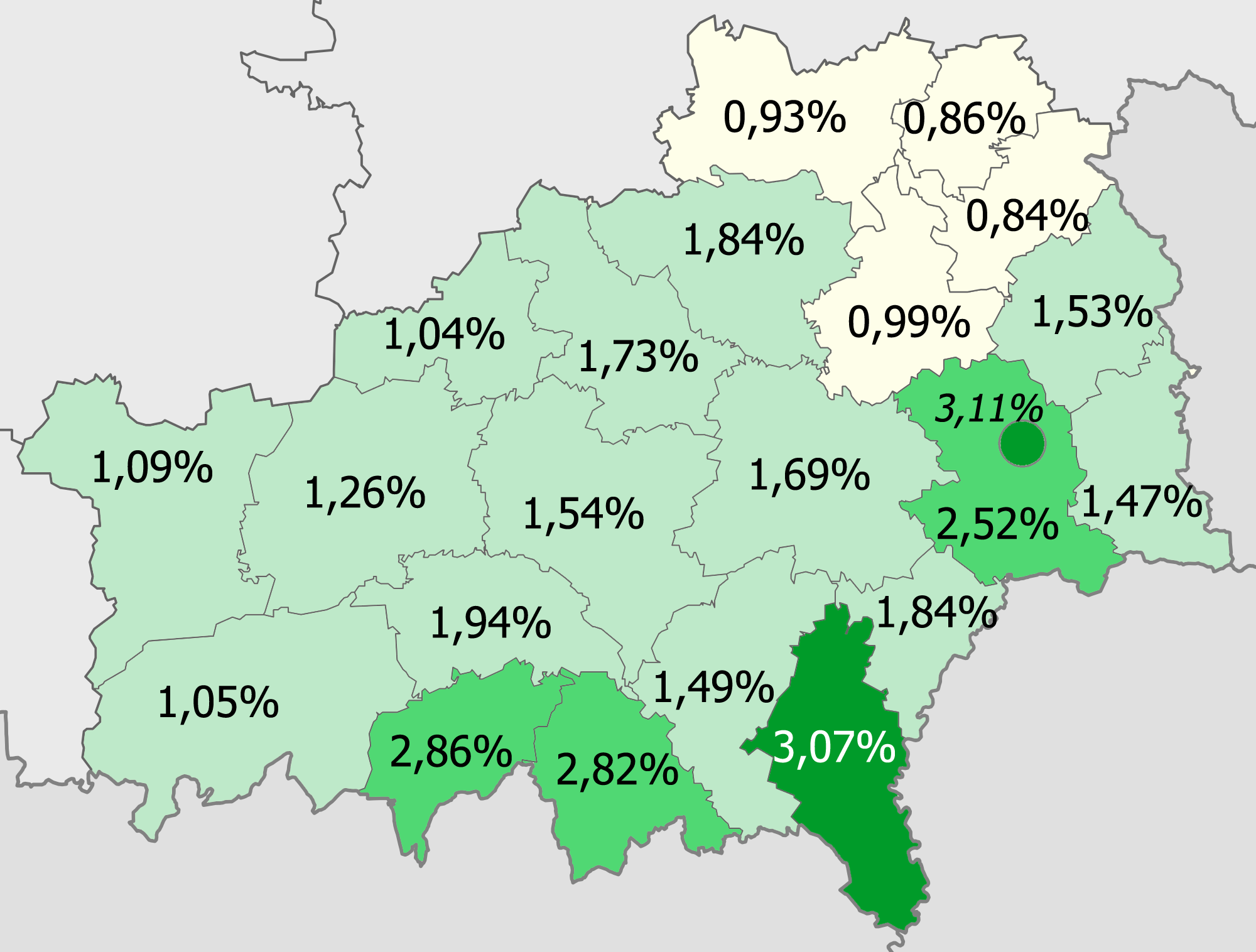
Доля украинцев по районам >3% 2–3% 1–2% <1%

### Языковой состав

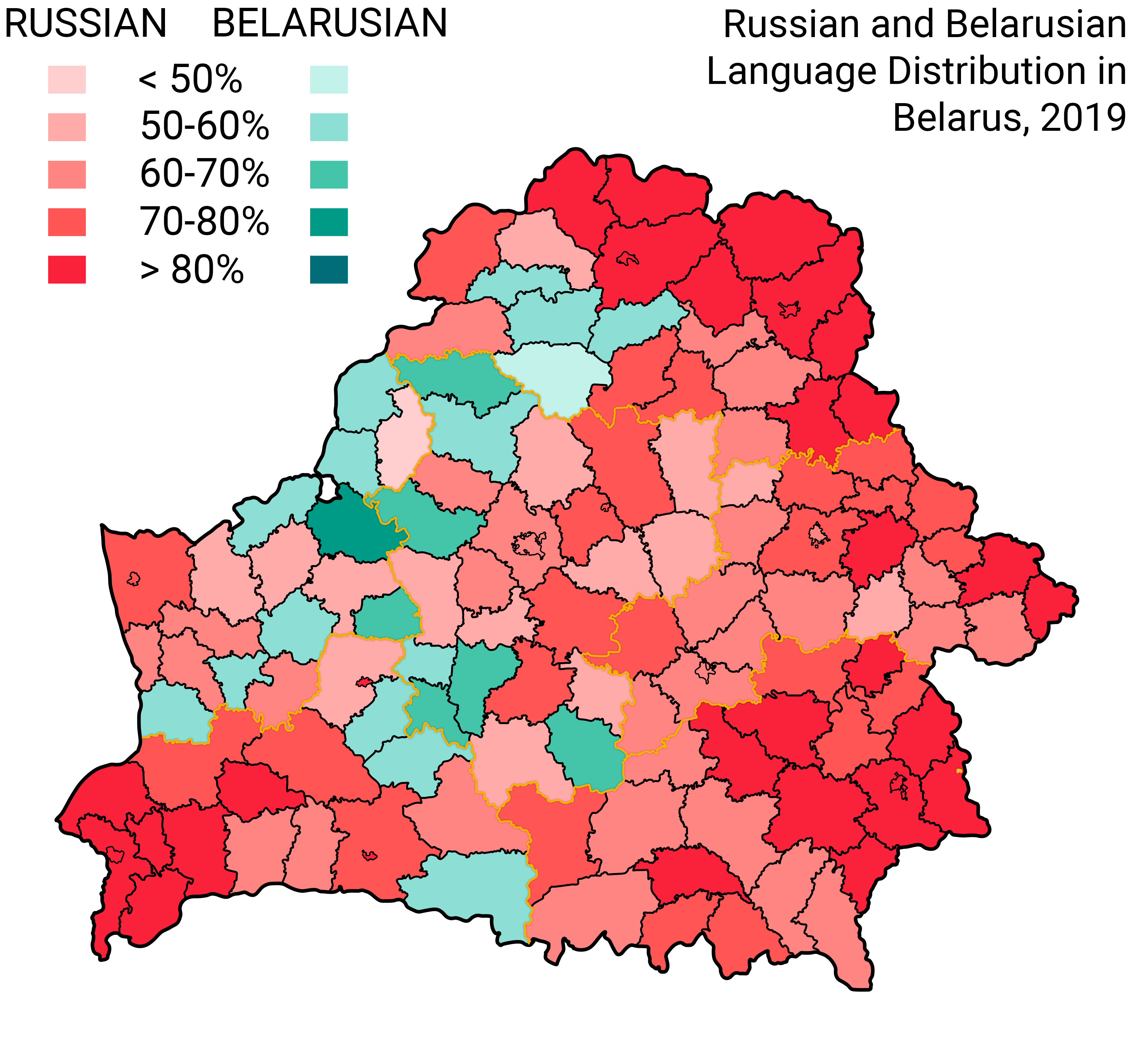
Языки домашнего общения в Беларуси по данным переписи 2019 года. Все районы Гомельской области и город Гомель являлись преимущественно русскоязычными.

Родной язык населения Гомельской области по данным переписей населения:
| Родной язык | 1999      | 1999    | 2009     | 2009     | 2019     | 2019     |
| Родной язык | человек   | доля    | человек  | доля     | человек  | доля     |
| ----------- | --------- | ------- | -------- | -------- | -------- | -------- |
| Белорусский | 1 162 518 | 75,24 % | 786 405▼ | 54,58 %▼ | 652 694▼ | 47,01 %▼ |
| Русский     | 350 476   | 22,68 % | 602 823▲ | 41,84 %▲ | 693 744▲ | 49,96 %▲ |

Украинский язык является третьим по распространённости родным языком в регионе: по данным переписи 2009 года его таковым назвали 9 275 человек или 0,64 % населения Гомельской области, по данным переписи 2019 года — 8 206 человек или 0,59 % населения Гомельской области.
Между переписями 2009 и 2019 года доля сельского населения Гомельской области, считающего белорусский язык родным, сократилась на 18,1 % (с 78,5 % до 60,4 %), считающих таковым русский — возросла на 17,4 % (с 19,2 % до 36,6 %). Доля городского населения Гомельской области, считающего белорусский язык родным, сократилась на 2,8 % (с 45,7 % до 42,9 %), считающих таковым русский — возросла на 3,8 % (с 50,2 % до 54,0 %).
Язык домашнего общения населения Гомельской области по данным переписей населения:
| Язык домашнего общения | 1999      | 1999    | 2009       | 2009     | 2019       | 2019     |
| Язык домашнего общения | человек   | доля    | человек    | доля     | человек    | доля     |
| ---------------------- | --------- | ------- | ---------- | -------- | ---------- | -------- |
| Белорусский            | 533 750   | 34,55 % | 326 354▼   | 22,65 %▼ | 201 154▼   | 14,49 %▼ |
| Русский                | 1 004 779 | 65,03 % | 1 037 577▲ | 72,02 %▲ | 1 156 257▲ | 83,27 %▲ |

Между переписями 2009 и 2019 года доля сельского населения Гомельской области, указавшего белорусский языком домашнего общения, сократилась на 25,2 % (с 55,7 % до 30,5 %), указавших таковым русский — возросла на 28,7 % (с 38,8 % до 67,5 %). Доля городского населения Гомельской области, указавшего белорусский языком домашнего общения, сократилась на 0,8 % (с 10,4 % до 9,6 %), указавших таковым русский — возросла на 3,7 % (с 84,4 % до 88,1 %).
Родной язык населения административно-территориальных единиц Гомельской области по данным переписей 2009 и 2019 годов:
| Административная единица | Перепись    | Перепись    | Перепись | Перепись | Перепись    | Перепись    | Перепись | Перепись | Изменение доли населения, считающего белорусский язык родным |
| Административная единица | 2009        | 2009        | 2009     | 2009     | 2019        | 2019        | 2019     | 2019     | Изменение доли населения, считающего белорусский язык родным |
| Административная единица | Белорусский | Белорусский | Русский  | Русский  | Белорусский | Белорусский | Русский  | Русский  | Изменение доли населения, считающего белорусский язык родным |
| Административная единица | человек     | доля        | человек  | доля     | человек     | доля        | человек  | доля     | Изменение доли населения, считающего белорусский язык родным |
| ------------------------ | ----------- | ----------- | -------- | -------- | ----------- | ----------- | -------- | -------- | ------------------------------------------------------------ |
| Гомельская область       | 786 405▼    | 54,58 %▼    | 602 823▲ | 41,84 %▲ | 652 694▼    | 47,01 %▼    | 693 744▲ | 49,96 %▲ | - 7,57 %                                                     |
| г. Гомель                | 162 871     | 33,75 %     | 296 569  | 61,45 %  | 209 947▲    | 41,13 %▲    | 283 521▼ | 55,54 %▼ | + 7,38 %                                                     |
| Брагинский район         | 12 171      | 85,64 %     | 1738     | 12,23 %  | 9387▼       | 75,11 %▼    | 2905▲    | 23,25 %▲ | - 10,53 %                                                    |
| Буда-Кошелёвский район   | 28 699      | 80,30 %     | 5821     | 16,29 %  | 18 156▼     | 57,91 %▼    | 12 286▲  | 39,19 %▲ | - 22,39 %                                                    |
| Ветковский район         | 11 318      | 60,31 %     | 7225     | 38,50 %  | 8947▼       | 50,77 %▼    | 8355▲    | 47,41 %▲ | - 9,54 %                                                     |
| Гомельский район         | 39 565      | 56,58 %     | 27 401   | 39,18 %  | 29 587▼     | 41,93 %▼    | 37 434▲  | 53,05 %▲ | - 14,65 %                                                    |
| Добрушский район         | 17 022      | 41,89 %     | 22 676   | 55,81 %  | 8577▼       | 23,37 %▼    | 27 615▲  | 75,25 %▲ | - 18,52 %                                                    |
| Ельский район            | 14 643      | 82,08 %     | 2881     | 16,15 %  | 7837▼       | 51,09 %▼    | 7047▲    | 45,94 %▲ | - 30,99 %                                                    |
| Житковичский район       | 33 873      | 82,94 %     | 6175     | 15,12 %  | 19 565▼     | 55,97 %▼    | 14 848▲  | 42,48 %▲ | - 26,97 %                                                    |
| Жлобинский район         | 57 248      | 54,59 %     | 42 572   | 40,59 %  | 39 895▼     | 39,44 %▼    | 59 384▲  | 58,70 %▲ | - 15,15 %                                                    |
| Калинковичский район     | 45 411      | 70,89 %     | 16 716   | 26,10 %  | 35 949▼     | 62,12 %▼    | 20 151▲  | 34,82 %▲ | - 8,77 %                                                     |
| Кормянский район         | 13 274      | 85,88 %     | 2050     | 13,26 %  | 7083▼       | 50,04 %▼    | 6899▲    | 48,74 %▲ | - 35,84 %                                                    |
| Лельчицкий район         | 24 493      | 88,35 %     | 2921     | 10,54 %  | 18 179▼     | 72,42 %▼    | 6603▲    | 26,31 %▲ | - 15,93 %                                                    |
| Лоевский район           | 12 488      | 87,05 %     | 1664     | 11,60 %  | 8578▼       | 71,90 %▼    | 3228▲    | 27,06 %▲ | - 15,15 %                                                    |
| Мозырский район          | 73 249      | 56,86 %     | 51 224   | 39,76 %  | 64 075▼     | 50,13 %▼    | 58 396▲  | 45,68 %▲ | - 6,73 %                                                     |
| Наровлянский район       | 8016        | 70,50 %     | 3191     | 28,06 %  | 6534▼       | 60,97 %▼    | 4027▲    | 37,58 %▲ | - 9,53 %                                                     |
| Октябрьский район        | 14 522      | 90,82 %     | 1216     | 7,61 %   | 9273▼       | 65,32 %▼    | 4592▲    | 32,34 %▲ | - 25,50 %                                                    |
| Петриковский район       | 28 367      | 83,53 %     | 4786     | 14,09 %  | 20 297▼     | 73,27 %▼    | 6294▲    | 22,72 %▲ | - 10,26 %                                                    |
| Речицкий район           | 60 221      | 57,47 %     | 42 142   | 40,22 %  | 40 135▼     | 40,61 %▼    | 56 364▲  | 57,04 %▲ | - 16,86 %                                                    |
| Рогачёвский район        | 42 768      | 70,19 %     | 15 206   | 24,96 %  | 30 595▼     | 56,47 %▼    | 22 791▲  | 42,07 %▲ | - 13,72 %                                                    |
| Светлогорский район      | 52 763      | 58,54 %     | 35 186   | 39,04 %  | 37 622▼     | 46,46 %▼    | 39 512▲  | 48,80 %▲ | - 12,08 %                                                    |
| Хойникский район         | 18 179      | 81,11 %     | 3787     | 16,90 %  | 12 710▼     | 64,80 %▼    | 6632▲    | 33,81 %▲ | - 16,31 %                                                    |
| Чечерский район          | 13 618      | 86,24 %     | 2061     | 13,05 %  | 9766▼       | 66,13 %▼    | 4860▲    | 32,91 %▲ | - 20,11 %                                                    |

Язык домашнего общения населения административно-территориальных единиц Гомельской области по данным переписей 2009 и 2019 годов: